# Generalisierungsgradient
Der Generalisierungsgradient bezeichnet eine grafische Funktion, die im Kontext des Diskriminationslernen angibt, wie sehr die Reaktionen eines Organismus von einem bestimmten Stimulus auf andere Stimuli generalisiert.

## Diskriminationslernen als Voraussetzung
Bevor man einen Generalisierungsgradienten experimentell ermitteln kann, muss der Organismus eine Diskriminationslernphase durchlaufen. Diskriminationslernen findet sowohl bei der klassischen als auch bei der operanten Konditionierung statt. Diskriminationslernen wird im Folgenden in Form der Instrumentellen und Operanten Konditionierung erklärt, wobei der Organismus lernt, nur bei Darbietung bestimmter Reize die instrumentelle Reaktion zu zeigen.
Da Diskriminationsexperimente in der lernpsychologischen Praxis mit Tieren (Ratten, Mäusen, Tauben usw.) durchgeführt werden, soll es an einem in der Forschung gut abgesicherten Beispiel mit Tauben und visuellen Stimuli verdeutlicht werden:

### Versuchsanordnung
Die Taube befindet sich während der instrumentellen Lernphase in einer Skinner-Box. Das ist ein kleiner Käfig, der in unserem Beispiel mit einem kleinen Futterspender, in welchem Futterpellets dargeboten werden können, ausgestattet ist. Außerdem befindet sich vor der Taube ein kleiner beleuchtbarer Knopf und eine weitere Leuchtdiode bzw. Glühbirne.

### Einfache operante Konditionierung
Bei einer „einfachen“ operanten Konditionierung könnte die Taube dafür verstärkt werden, dass sie auf den beleuchteten kleinen Knopf pickt. Sobald sie eine Pickreaktion zeigt, wird ein Verstärker – ein Futterpellet – im Futterspender dargeboten. Mit der Zeit lernt die Taube, die Pickreaktion sehr oft und andauernd zu zeigen, um den Verstärker zu erhalten. Wie oft die Taube die Reaktion zeigen muss bzw. wie viel Zeit nach der Reaktion vergehen muss, bis ein Verstärker verfügbar wird, bestimmt der festgelegte Verstärkerplan. Hier unterscheidet man grob in Verhältnispläne (hier ist die Anzahl der Reaktionen bis zur Verstärkergabe entscheidend) und Intervallpläne (hier wird der Verstärker nach einer bestimmten Zeitspanne nach einer Reaktion verfügbar).

### Arten von Diskriminationslernen
Diskriminationslernen ist eine Form der Reizkontrolle des Verhaltens. Kommt eine Verhaltens- und Reizkontrolle, dann heißt das, dass der Organismus bei Änderung der Stimuli Änderungen in seinem Verhalten zeigt. Diskriminationslernen kann man auch sehr oft in der Realität beobachten, z. B. verhalten wir uns in Gegenwart unserer Freunde anders als in Gegenwart unserer Vorgesetzten. Die anwesenden Personen werden somit zu diskriminativen Stimuli.
Im Experiment mit unserer Taube wollen wir das zweite kleine Licht als diskriminativen Stimulus verwenden.
- S+ Lernen

Die einfachste Form des Diskriminationslernens ist die Einführung eines sogenannten S+ (auch S-D oder S* genannt). Bei Darbietung dieses Reizes wird die instrumentelle Reaktion verstärkt – bei Abwesenheit des Reizes wird sie nicht verstärkt. Mit andauerndem Training lernt der Organismus, die instrumentelle Reaktion nur bei Anwesenheit des S+ zu zeigen.
Im Beispiel mit der Taube könnten wir das zweite kleine Licht als S+ einführen. Immer wenn es erleuchtet ist, wird das Picken auf den Knopf verstärkt. Wenn das Licht erloschen ist, wird das Picken nicht verstärkt.
- S− Lernen

Eine weitere Form des Diskriminationslernens ist die Einführung eines S- (auch S-delta genannt). Bei Darbietung eines Reizes wird die Reaktion niemals verstärkt und nur bei Abwesenheit des Reizes wird sie verstärkt. Nach genügendem Training lernt der Organismus, die Reaktion nur bei Abwesenheit des Stimulus zu zeigen.
Im Taubenbeispiel würden wir das Picken nur verstärken, wenn das Licht erloschen ist. Darbietung des Lichtes signalisiert das Ausbleiben der Verstärkung.
- S+/S− Lernen

Man kann nun S+ und S−-Lernen auch kombinieren. In Darbietung eines bestimmten Reizes (S+) wird die Reaktion verstärkt. Bei Darbietung eines anderen Reizes (S−) wird die Reaktion nicht verstärkt.
Ein klassisches Beispiel hierfür ist die Verwendung von unterschiedlichen Wellenlängen des Lichtes im Taubenexperiment. Grob gesagt bedeuten unterschiedliche Wellenlängen unterschiedliche Farben das Lichtes. Wir könnten also als S+ das Licht grün beleuchten und als S- ein rotes Licht zeigen. Während des grünen Lichtes wird die Pickreaktion also verstärkt und während des roten Lichtes niemals verstärkt. Mit der Zeit lernt die Taube, die Reaktion stark bei Darbietung des grünen und kaum noch bei Darbietung des roten Lichtes zu zeigen.
Ebenso hätten wir auch einen Ton als S+ und ein Licht als S− einführen können. Handelt es sich jedoch wie im Beispiel mit den unterschiedlichen Wellenlängen des Lichtes um eine Unterscheidung zwischen S+ und S− auf einer Dimension (hier: Wellenlänge), spricht man von intradimensionaler Diskrimination. Das Gegenteil dazu stellt die Verwendung zweier Stimuli aus unterschiedlichen Dimensionen – eben z. B. Licht und Ton – dar.

## Generalisierungsgradienten

### Ermittlung
Generalisierung bedeutet, dass der Organismus auf zwei verschiedene Reize mit einem ähnlichen bzw. gleichen Verhalten reagiert (also genau das Gegenteil von Stimuluskontrolle des Verhaltens). Bei der Ermittlung des Generalisierungsgradienten muss wie gesagt eine Diskriminationslernphase vorausgegangen sein. Nun macht man folgendes: Man bietet in einer Testphase nacheinander verschiedene Stimuli, die sich mehr oder weniger vom ursprünglich trainierten diskriminativen Stimulus unterschieden, dar. Nun misst man die Frequenz der instrumentellen Reaktion während der verschiedenen Stimuli. Wenn das Verhalten des Organismus sehr stark unter Stimuluskontrolle geraten ist, beobachtet man kaum Generalisierung – d. h. abweichende Teststimuli bewirken ein anderes Verhalten. Unterliegt das Verhalten jedoch kaum einer Reizkontrolle, beobachtet man starke Generalisierung – d. h. das Verhalten ist bei verschiedenen Teststimuli beinahe unverändert.
Wichtig ist natürlich, dass der Organismus die Teststimuli überhaupt angemessen wahrnehmen kann (so kann eine Taube ab einer bestimmten Wellenlänge kein Licht mehr wahrnehmen). Außerdem werden die Teststimuli in der Regel intradimensional vom Trainingsstimulus variiert. Das heißt, nur die Stärke einer Merkmalsausprägung wird verändert (z. B. Licht verschiedener Wellenlängen als Teststimuli).
Einen Generalisierungsgradienten zeichnet man dann in ein zweidimensionales Koordinatensystem. Auf der x-Achse ist die Dimension, in welcher man die Teststimuli variiert (also z. B. die Wellenlänge des Lichtes) abgetragen. Auf der y-Achse die Frequenz der instrumentellen Reaktion.

### Arten von Generalisierungsgradienten
Die Form des Generalisierungsgradienten ist von der Art des vorhergegangenen Diskriminationslernens abhängig.

#### Exzitatorischer Generalisierungsgradient
Nach Diskriminationslernen mit einem S+ erhält man einen exzitatorischen Gradienten. Diese hat seine Spitze (Peak), also die höchste Verhaltensfrequenz über dem ursprünglichen S+ und fällt nach beiden Seiten mit zunehmender Unähnlichkeit des Teststimuli mit dem S+ wie ein Berg ab. Je steiler der Gradient, desto stärker ist das Verhalten unter Stimuluskontrolle geraten.

#### Inhibitorischer Generalisierungsgradient
Nach S- Lernen erhält man einen inhibitorischen Gradienten. Dieser ist ähnlich wie der exzitatorische Gradient aufgebaut, nur dass er horizontal gespiegelt ist. Er hat seinen niedrigsten Punkt (also die niedrigste Reaktionsfrequenz) beim ursprünglichen S− und steigt mit zunehmender Unähnlichkeit der Teststimuli mit dem S− an. Er hat somit die Form eines spitzen Tales mit dem niedrigsten Punkt über dem S−.

#### S+/S− Generalisierungsgradient
Nach intradimensionalem S+/S− Lernen erhält man eine weitere Form des Gradienten, die einige Besonderheiten aufweist. Wichtig ist, dass sich S+ und S− nur auf einer Dimension unterscheiden (also z. B. der Tonfrequenz oder der Wellenlänge des Lichtes). Während der Testphase bietet man dann verschiedene Testreize, die sich auf derselben Dimension wie S+ und S− unterscheiden dar. Der resultierende Gradient hat eine ähnliche Form wie der exzitatorische Gradient (also eine „Bergform“) mit seinem Peak beim S+ und der niedrigsten Frequenz beim S−. Liegen S+ und S− innerhalb der Dimension jedoch sehr nach beieinander (also ist S+ z. B. Licht mit 500 nm und S− Licht mit 520 nm Wellenlänge), beobachtet man einige Besonderheiten:

##### Peak-Shift
Liegen S+ und S− intradimensional sehr nah beieinander, so ist der Peak (also die Spitze) des Gradienten nicht mehr exakt über dem S+, sondern leicht von diesem weg verschoben. Die Verschiebung findet in die Richtung statt, in der sich der S− nicht befindet.
Wenn der S+ z. B. Licht mit 500 nm und der S− Licht mit 520 nm Wellenlänge ist, dann beobachtet man, dass der Peak statt bei 500 nm (S+) nun vielleicht bei 480 nm liegt.

##### Behavioral Contrast
Es gibt die lange untersuchte Theorie, dass der Generalisierungsgradient nach S+/S− Lernen dem Nettogradienten aus einem S+ und einem S− Gradienten entspricht. In der Praxis scheint diese Vermutung nicht unbegründet, jedoch beobachtet man nach S+/S− Lernen einen steileren (d. h. schneller abfallenden) und höheren Gradienten (d. h. mit einem höheren Peak), als man aus der Kombination zweier S+ und S− Gradienten vorhersagen würde. Diese Phänomen bezeichnet man als behavioral contrast.